# Раинце
Раинце (на сръбски: Рајинце или Rajince; на албански: Rainca) е село в Югоизточна Сърбия, Пчински окръг, община Прешево.

## История
В края на XIX век Раинце е село в Прешевска кааза на Османската империя. Според статистиката на Васил Кънчов от 1900 г. Райнци е населявано от 350 жители арнаути мохамедани. Според патриаршеския митрополит Фирмилиан в 1902 година в Райнци има 5 сръбски патриаршистки къщи.
Албанците в община Прешево бойкотират проведеното през 2011 г. преброяване на населението.
Според преброяването на населението от 2002 г. селото има 1954 жители.

### Етнически състав
Данните за етническия състав на населението са от преброяването през 2002 г.
- албанци – 1944 жители (99,49%)
- сърби – 2 жители (0,10%)
- цигани – 1 жител (0,05%)
- други – 1 жител (0,05%)
- неизвестно – 6 жители (0,31%)